# Prefektura Aichi
Prefektura Aichi (jap. 愛知県 Aichi-ken) – prefektura znajdująca się w regionie Chūbu, w Japonii, na wyspie Honsiu (Honshū). Jej stolicą jest miasto Nagoja.

## Położenie
Aichi leży w środkowej części wyspy Honsiu i wraz z prefekturami: Gifu, Nagano, Shizuoka, Fukui, Ishikawa, Niigata, Toyama, Yamanashi, tworzy region Chūbu. Od południowego zachodu graniczy z prefekturą Mie (region Kinki).
Prefektura leży nad zatokami: Ise, Chita i Mikawa, które łączą się przez cieśninę Irago z Oceanem Spokojnym.

## Miasta
Miasta leżące w prefekturze Aichi:

- Aisai
- Ama
- Anjō
- Chiryū
- Chita
- Gamagōri
- Handa
- Hekinan
- Ichinomiya
- Inazawa
- Inuyama
- Iwakura
- Kariya
- Kasugai
- Kitanagoya
- Kiyosu
- Komaki
- Kōnan
- Miyoshi
- Nagakute
- Nagoja (stolica)
- Nishio
- Nisshin
- Okazaki
- Ōbu
- Owariasahi
- Seto
- Shinshiro
- Tahara
- Takahama
- Tokoname
- Tōkai
- Toyoake
- Toyohashi
- Toyokawa
- Toyota
- Tsushima
- Yatomi

### Miasteczka i wioski
- Powiat Aichi
  - Tōgō
- Powiat Ama
  - Kanie
  - Ōharu
  - Tobishima
- Powiat Chita
  - Agui
  - Higashiura
  - Mihama
  - Minamichita
  - Taketoyo
- Powiat Kitashitara
  - Shitara
  - Tōei
  - Toyone
- Powiat Nishikasugai
  - Toyoyama
- Powiat Niwa
  - Fusō
  - Ōguchi
- Powiat Nukata
  - Kōta

## Historia
Pierwotnie, obszar obecnej prefektury był podzielony na trzy prowincje: Owari, Mikawa i Ho. Po reformach Taika w VII wieku powstały dwie prowincje: Owari i Mikawa. W 1871 roku, po obaleniu systemu feudalnego i zniesieniu systemu han, prowincja Owari, z wyłączeniem powiatu Chita na półwyspie Chita, została przekształcona w prefekturę Nagoja. Prowincja Mikawa, wraz z powiatem Chita, utworzyła prefekturę Nukata. W kwietniu 1872 roku prefektura Nagoja została przemianowana na prefekturę Aichi i 27 listopada tego samego roku dołączono do niej prefekturę Nukata, tworząc obecny kształt.
W miejscowościach Nagakute i Seto miała miejsce wystawa światowa Expo 2005.

## Atrakcje turystyczne
- Zamek Nagoja (Nagoya-jō) (ang.)
- Zamek Inuyama (Inuyama-jō) – jeden z niewielu oryginalnie zachowanych drewnianych zamków w Japonii
- Muzeum Meiji-Mura w Inuyamie – skansen poświęcony architekturze i życiu codziennemu okresu Meiji
- Chram Atsuta w Nagoi
- Quasi-Park Narodowy Tenryū-Okumikawa
- Tokugawa Bijutsukan (Tokugawa Art Museum) (ang.)

## Współpraca
- Miejscowość partnerska:
- Bruksela, Belgia

## Galeria

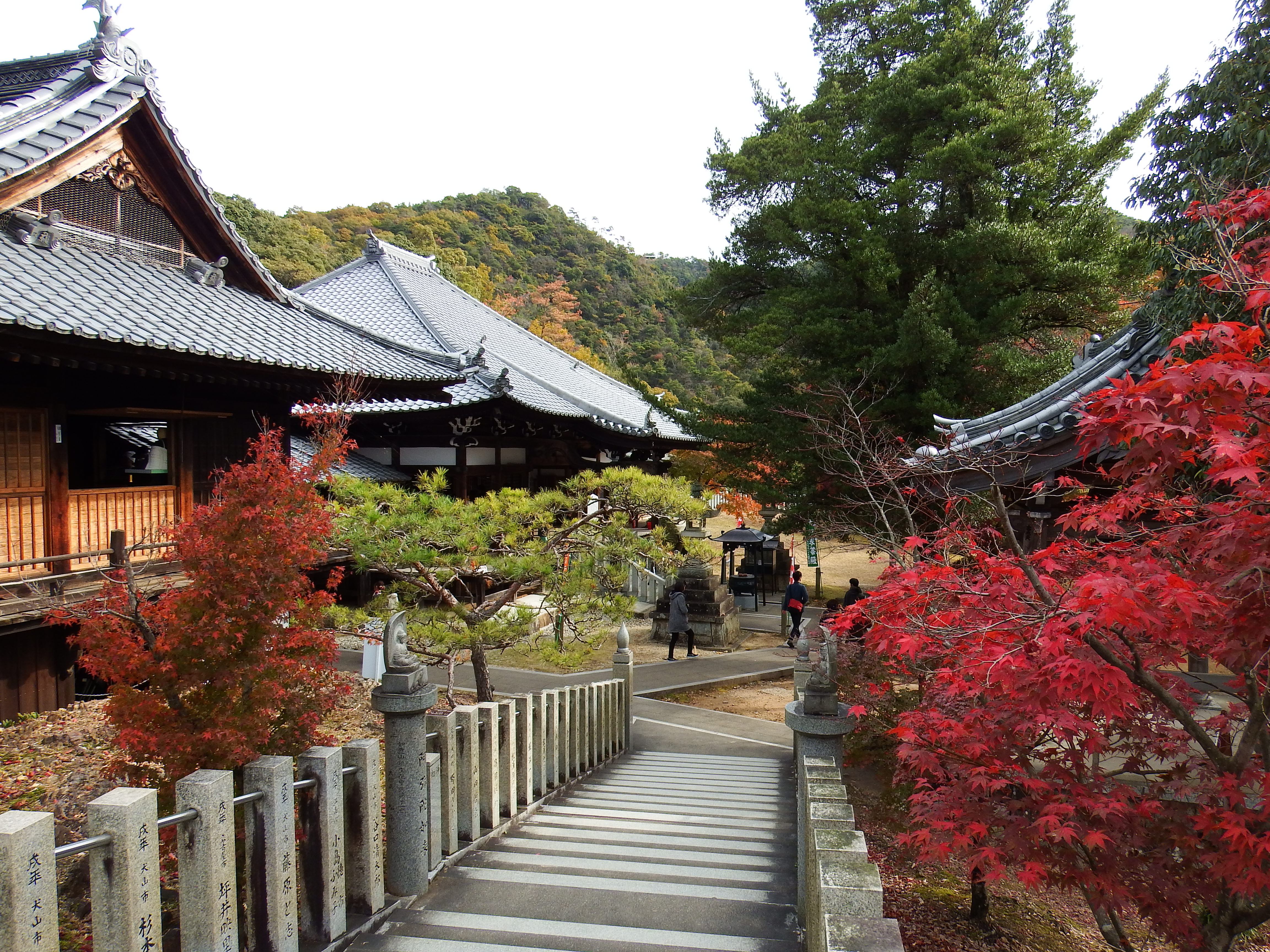
Świątynia buddyjska Jakkō-in w Inuyamie
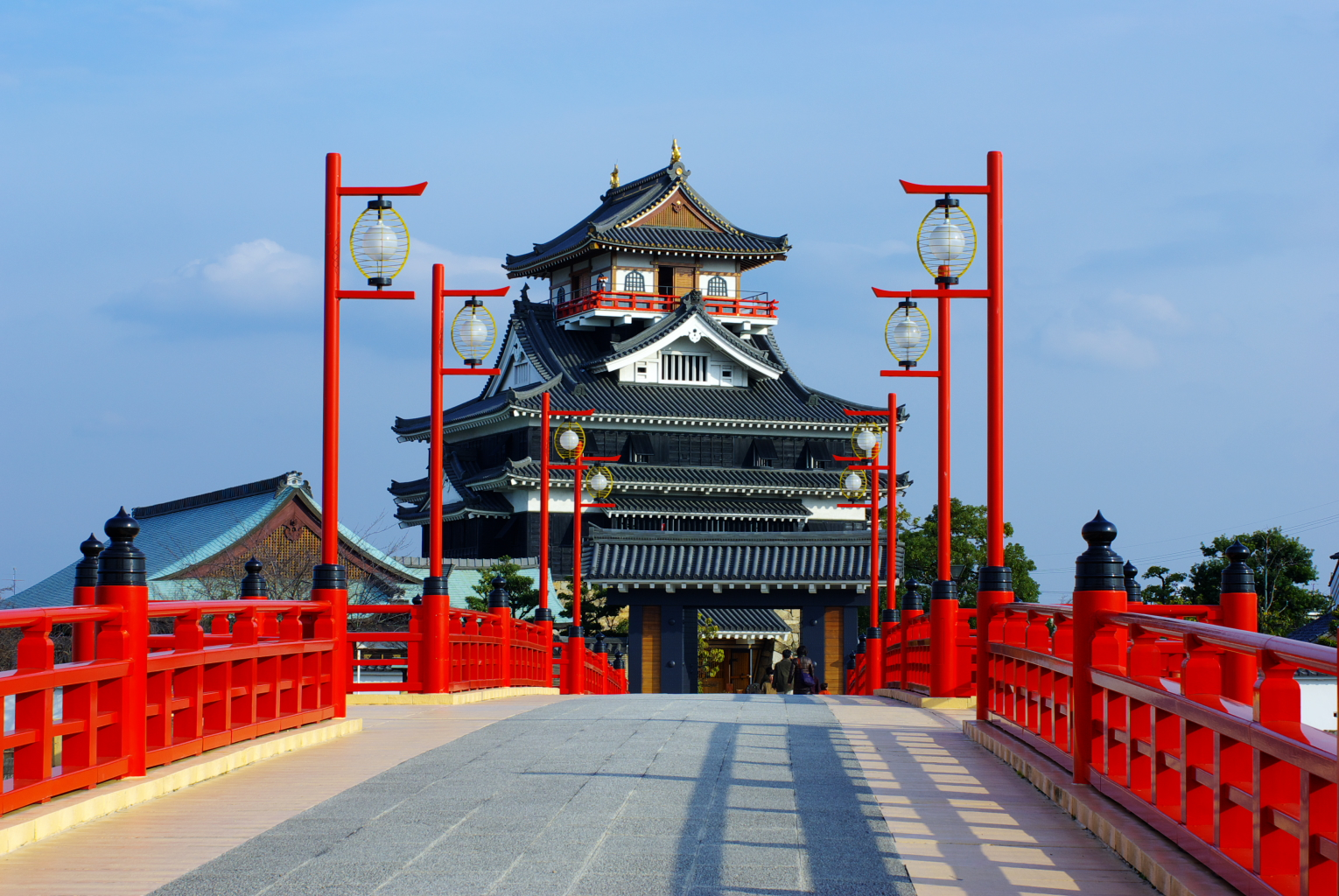
Zamek Kiyosu i most Ōte, w Kiyosu
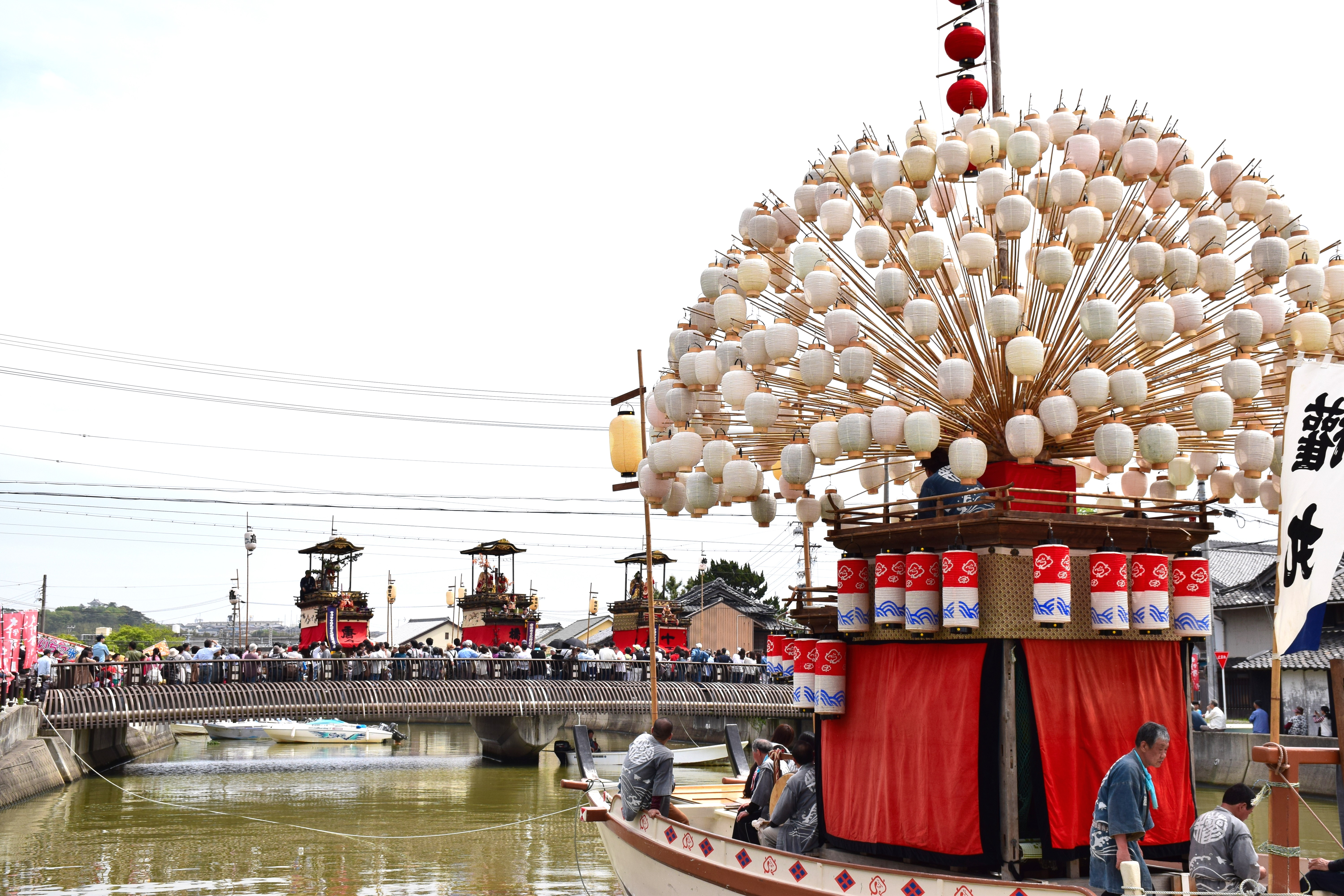
Festiwal w dzielnicy Ōno, w Tokoname
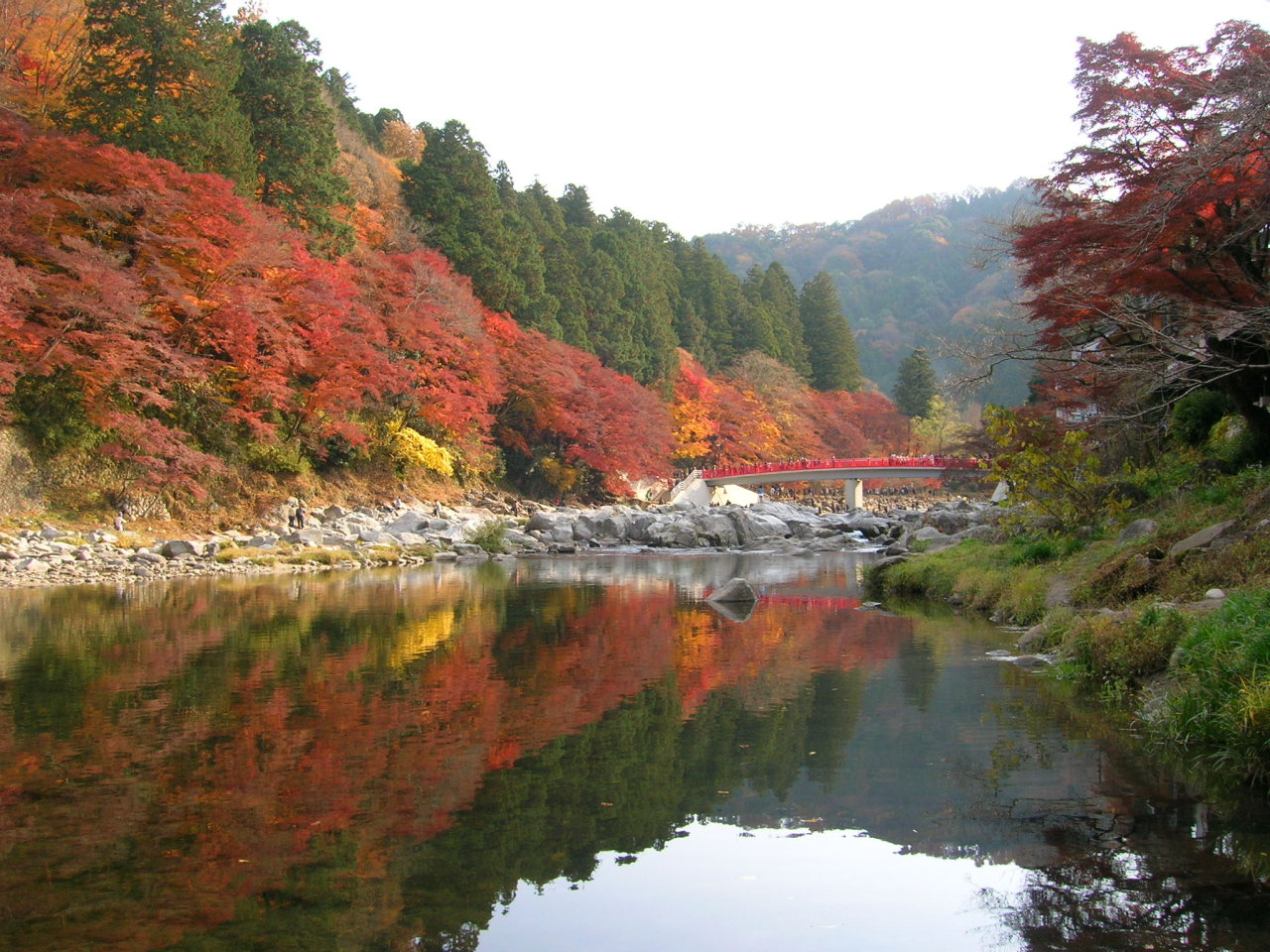
Toyota, Asuke-chō, Kōrankei – dolina rzeki Tomoe jesienią
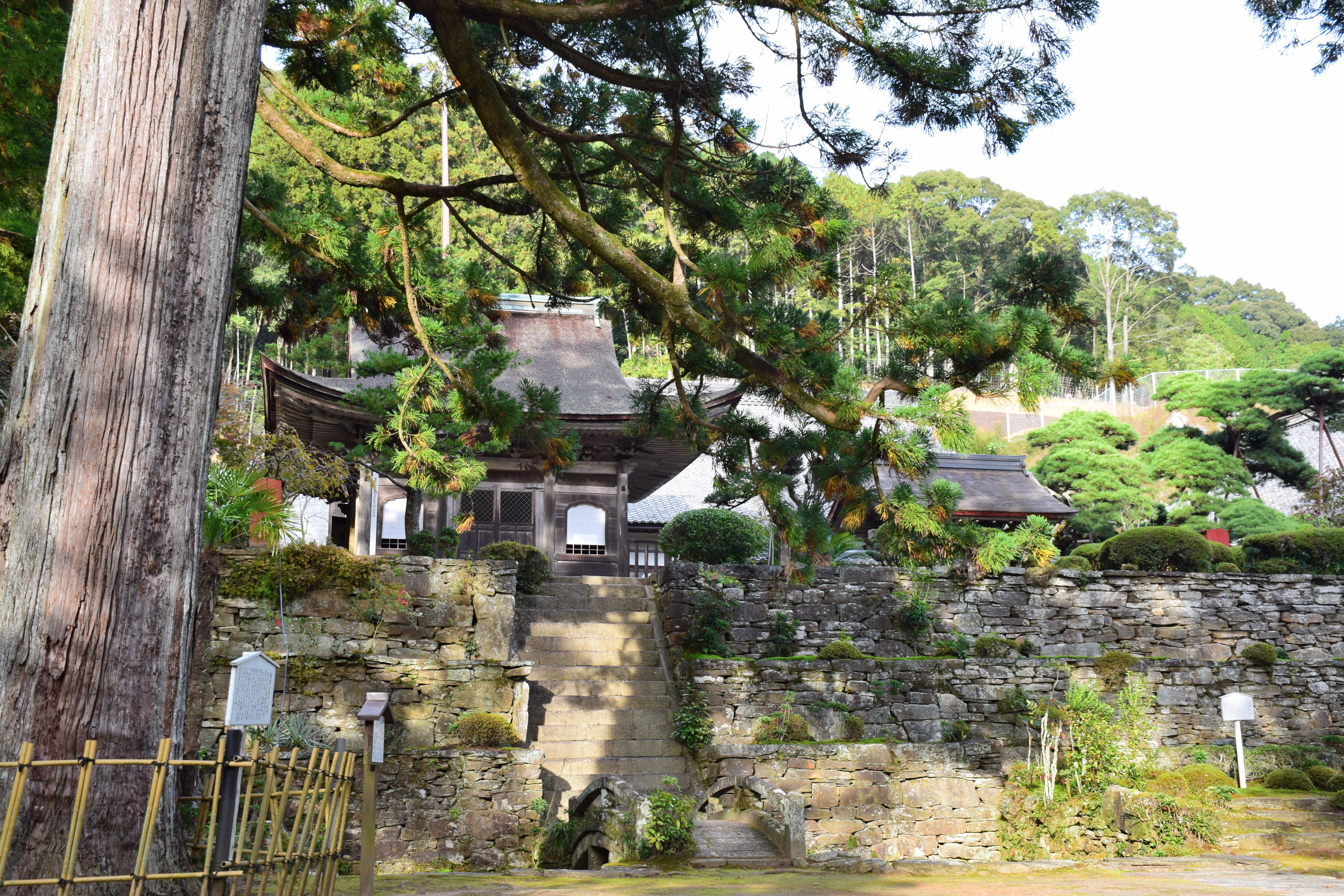
Świątynia Ten'on-ji w Okazaki
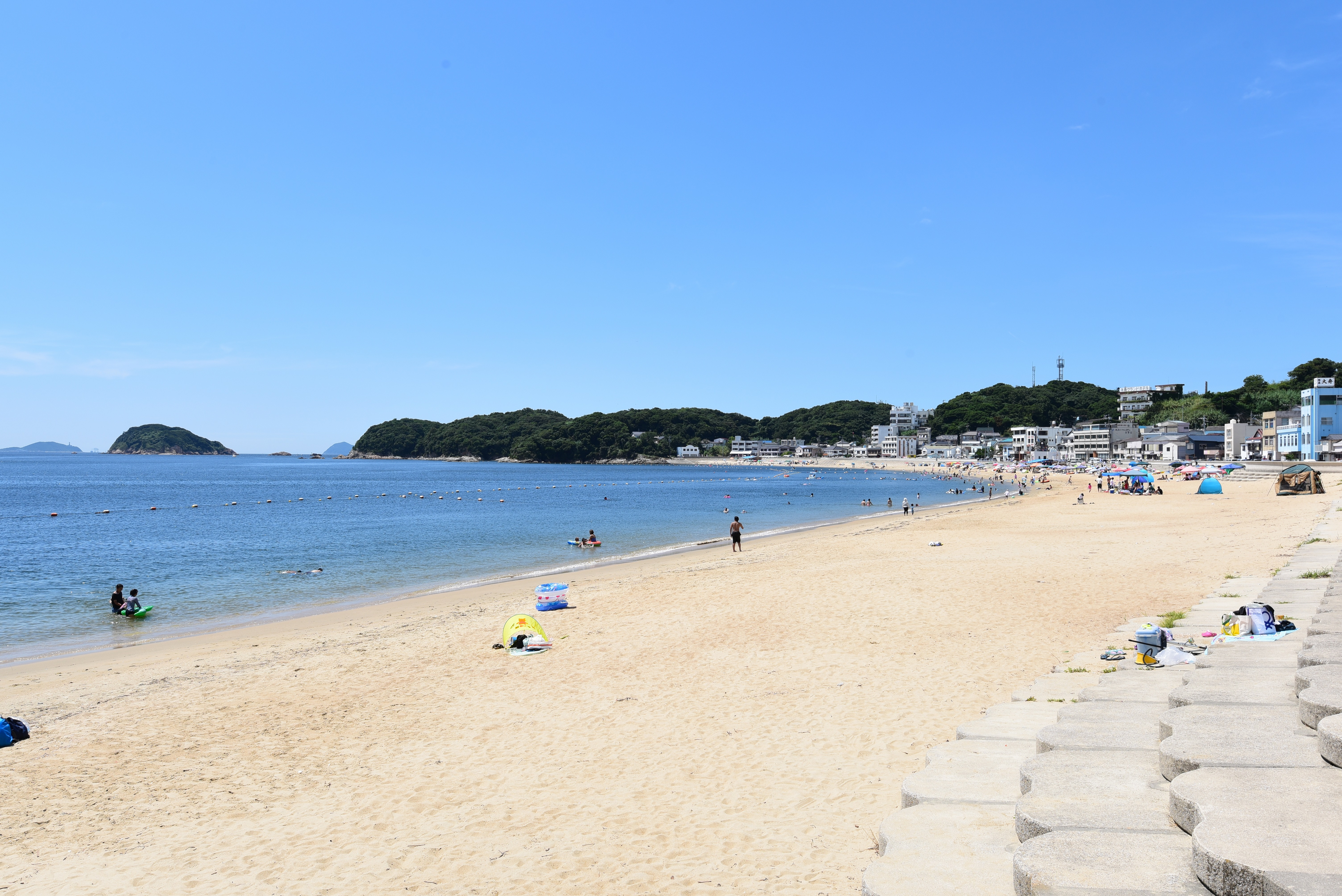
Plaża na wyspie Shino, Minami-Chita